# Ăn kiến Jameson
Ăn kiến Jameson (danh pháp hai phần: Parmoptila rubrifrons) là một loài chim thuộc họ Estrildidae.
Ăn kiến Jameson phân bố ở Tây Phi. Loài chim này sinh sống ở rừng ẩm đất thấp nhiệt đới ở Sierra Leone, Liberia, Guinea, Ghana và Bờ Biển Ngà.